# Fusinus cratis
Fusinus cratis is een slakkensoort uit de familie van de Fasciolariidae. De wetenschappelijke naam van de soort is voor het eerst geldig gepubliceerd in 1973 door Kilburn.